# Lieux et monuments de Castres
Cet article recense de manière non exhaustive les différents lieux et monuments qui composent le patrimoine de la ville de Castres.

## Patrimoine religieux

### Ordres religieux présents ou anciennement présents à Castres
| Bâtiment                   | Ordre                                     | Localisation                | Notes | Image |
| -------------------------- | ----------------------------------------- | --------------------------- | --- | ----- |
| Couvent des Capucins       | Ordre des Capucins                        | 43° 36′ 25″ N, 2° 14′ 30″ E | Le couvent des Capucins est édifié en 1630, après la défaite protestante lors des rébellions huguenotes. À partir de la Révolution française, il est reconverti en temple protestant de la ville.                                                                                   |       |
| Hôtel Frascaty             | Ordre du Carmel                           | 43° 36′ 13″ N, 2° 14′ 15″ E | L'ordre du Carmel s'installe à Castres en 1864, dans un hôtel particulier du XVIIIe siècle. |       |
| Chartreuse de Saïx         | Ordre des Chartreux                       | 43° 35′ 29″ N, 2° 11′ 00″ E | La chartreuse Notre-Dame-de-Bellevue de Saïx est bâtie en 1359. En 1567, les moines fuient à Toulouse, chassés par les soldats huguenots, et retour en 1574. À la Révolution, l'édifice est entièrement ravagé. De cette chartreuse dépendait entre autres le domaine de Fontbruno. |       |
| Couvent des Cordeliers     | Ordre des Franciscains                    |                             | |       |
| Couvent des Jacobins       | Ordre des Jacobins                        | 43° 36′ 18″ N, 2° 14′ 31″ E | Le couvent des Jacobins ou des Dominicains est fondé vers 1260, à côté de la basilique Saint-Vincent. Il est aujourd'hui détruit. |       |
| Couvent du Saint-Sacrement | Congrégation des Sœurs du Saint-Sacrement | 43° 36′ 13″ N, 2° 14′ 15″ E | La Congrégation du Saint-Sacrement s'installe à Castres en 1889, un an avant la construction des bâtiments et de la chapelle. |       |
| Couvent des Trinitaires    | Ordre des Trinitaires                     | 43° 36′ 19″ N, 2° 14′ 18″ E | Les Trinitaires sont cités à Castres dès 1214 sur le plateau Saint-Jean. Ils déplacent leur couvent en 1364 à l'intérieur de l'enceinte de Castres, couvent qui sera détruit à la Révolution.                                                                                       |       |

## Patrimoine médiéval
| Nom                            | Protection        | Localisation                | Notes | Image |
| ------------------------------ | ----------------- | --------------------------- | --- | ----- |
| Château d'Hauterive            | Inscrit MH (2010) | 43° 33′ 38″ N, 2° 15′ 35″ E | Le château d'Hauterive date XIIIe siècle, et appartenait tout d'abord à la famille de Montfort, puis à celle d'Hautpoul et jusqu'à aujourd'hui à la famille de Villeneuve. Remanié au XVIIe, l'édifice conserve de nombreux éléments médiévaux. |       |
| Enceinte fortifiée de la ville |                   | 43° 36′ 22″ N, 2° 14′ 27″ E | Aujourd'hui disparu, les remparts de Castres entouraient tout le centre-ville. Ils étaient composés de nombreuses entrées, et doublés de douves, fortins et autres défenses.                                                                    |       |
| Tour Caudière                  |                   | 43° 36′ 22″ N, 2° 14′ 33″ E | Château construit au XIIe siècle sur les bords de l'Agoût et détruit au XIXe siècle. Il a entre autres servi de prison et de résidence aux comtes de Castres                                                                                    |       |
| Motte et souterrains           |                   |                             | À Piquo-Talen, des effondrements caractéristiques, à proximité de la motte, indiquent selon J. Bordenave et M. Vialelle la présence de cavités artificielles effondrées.                                                                        |       |

## Hôtels particuliers
| Nom                          | Protection        | Localisation                    | Notes | Image |
| ---------------------------- | ----------------- | ------------------------------- | --- | ----- |
| Hôtel de Beaudecourt         |                   | 43° 36′ 16″ N, 2° 14′ 10″ E     | L'hôtel de Beaudecourt est construit en 1786 par Job de Beaudecourt, avant d'être confié au ministère de la Guerre en 1874, afin d'y installer les locaux de l'école d'artillerie de Castres et le 115e RALH. Aujourd'hui, c'est le mess de garnison du 8e RPIMa de Castres. |       |
| Hôtel du comte de Saint-Maur | Inscrit MH (1960) | 43° 36′ 16″ N, 2° 14′ 40″ E     | Cet hôtel particulier est construit en 1805 dans le style Empire, par le comte François Prudhomme de Saint-Maur. Le photographe Arthur Batut y est né. |       |
| Maison Defos                 | Inscrit MH (1960) | 43° 36′ 18″ N, 2° 14′ 23″ E     | Construite au XVIe siècle par le consul de Castres Jacques de Fos, la maison Defos présente une porte très particulière. |       |
| Domaine de la Fédial         | Inscrit MH (1964) | 43° 36′ 07″ N, 2° 11′ 10″ E     | Le domaine de la Fédial est construit en 1860 par Jules Jaurès, père de Jean Jaurès, qui y a passé sa jeunesse. |       |
| Hôtel Frascaty               | Inscrit MH (1948) | 43° 36′ 13″ N, 2° 14′ 15″ E     | L'hôtel Frascaty date de 1715, et a servi de quartier général au maréchal d'Empire Jean-de-Dieu Soult. De 1864 à 2012, l'Ordre du Carmel s'y était installé. |       |
| Hôtel Izarn                  |                   |                                 | |       |
| Maison natale de Jean Jaurès | Inscrit MH (1984) | 43° 36′ 20″ N, 2° 14′ 48″ E     | La maison natale de Jean Jaurès est un édifice du XIXe siècle, appartenant à la famille Barbaza dont est issue la mère de Jean Jaurès. Ce dernier est par ailleurs né dans l'édifice.                                                                                        |       |
| Hôtel de Juge                |                   | 43° 36′ 26″ N, 2° 14′ 24″ E     | |       |
| Hôtel de Lacger              |                   |                                 | |       |
| Maison Lardaillé             |                   | 43° 36′ 21″ N, 2° 15′ 16″ E     | |       |
| Hôtel Leroy                  | Inscrit MH (1936) | 43° 36′ 15″ N, 2° 14′ 20″ E     | L'hôtel Leroy actuel date du XVIIe siècle, mais un édifice important était déjà construit à cet emplacement dès 1592. |       |
| Hôtel de Montfort            |                   | 43° 36′ 19″ N, 2° 14′ 24″ E     | |       |
| Hôtel de Nayrac              | Classé MH (1937)  | 43° 36′ 24″ N, 2° 14′ 25″ E     | Édifié en 1635 pour la famille Oulès, une riche famille de drapiers, l'hôtel de Nayrac servait alors de résidence et de boutique. Il tient son nom de la famille de Nayrac, qui le rachète en 1643.                                                                          |       |
| Hôtel Péreire                |                   | 43° 36′ 25″ N, 2° 14′ 25″ E     | |       |
| Hôtel Poncet                 | Inscrit MH (1928) | 43° 36′ 15,2″ N, 2° 14′ 24,2″ E | L'hôtel Poncet date du XVIIe siècle, construit par Abel du Ligonier, grand-père du feld-maréchal protestant John Ligonier expatrié en Angleterre à la Révocation de l'édit de Nantes.                                                                                        |       |
| Hôtel de Viviès              | Classé MH (1937)  | 43° 36′ 16″ N, 2° 14′ 18″ E     | L'hôtel de Poncet est construit au XVIe siècle par un avocat, monsieur de Rozel. Il est racheté ultérieurement par la famille de Viviés, d'où il tient son nom. |       |

## Châteaux Renaissance
| Nom                   | Localisation                | Notes | Image |
| --------------------- | --------------------------- | --- | ----- |
| Château d'Arifat      | 43° 35′ 43″ N, 2° 18′ 46″ E | Le château d'Arifat est construit dès le XIe siècle, afin de surveiller l'accès à la Durenque. Durant les guerres de Religion, il est incendié par les catholiques, ses propriétaires, la famille de Génibrousse étant huguenots. Il est ensuite reconstruit dans un style renaissance austère. |       |
| Château le Castelet   | 43° 35′ 43″ N, 2° 18′ 46″ E | |       |
| Château de Castres    | 43° 36′ 01″ N, 2° 14′ 52″ E | |       |
| Château du Causse     | 43° 33′ 46″ N, 2° 16′ 14″ E | Le château du Causse est une belle demeure bourgeoise datant du XIXe siècle. Lors de sa venue à Castres en 1951, le général de Gaulle y a séjourné. |       |
| Château de Clot       |                             | |       |
| Château de la Fédarié | 43° 34′ 09″ N, 2° 16′ 29″ E | |       |
| Château de Gourjade   |                             | |       |
| Château Lastours      | 43° 37′ 42″ N, 2° 10′ 28″ E | Le château de Lastours est une demeure bourgeoise du XIXe siècle, possession de la famille Dor de Lastours, et ancien siège de la seigneurie de Carbes. |       |
| Château du Siala      | 43° 35′ 15″ N, 2° 16′ 20″ E | |       |

## Musées
| Nom                                  | Localisation                | Notes | Image |
| ------------------------------------ | --------------------------- | --- | ----- |
| Musée Goya                           | 43° 36′ 13″ N, 2° 14′ 31″ E | Installé en 1840 dans le palais épiscopal de Castres, le musée Goya se concentre sur l'art hispanique et tient son nom du peintre Francisco Goya. Outre certains tableaux de cet artiste, le musée détient deux Picasso, des Vélasquez, ainsi que la majeure partie de l’œuvre de Marcel Briguiboul. On peut aussi y trouver une collection numismatique et une d'armes. |       |
| Centre national et musée Jean Jaurès | 43° 36′ 26″ N, 2° 14′ 26″ E | Installé dès 1954 dans le musée Goya, le musée Jean Jaurès n'obtient son indépendance qu'en 1988, et outre la vie de Jean Jaurès, il présente aussi de nombreuses expositions temporaires. |       |

## Places, parcs et jardins
| Nom                 | Localisation                | Notes | Image |
| ------------------- | --------------------------- | --- | ----- |
| Place Jean Jaurès   | 43° 36′ 20″ N, 2° 14′ 30″ E | La place Jean Jaurès tient son nom du député Jean Jaurès. C'est la place principale de Castres, positionnée en bordure de l'Agout et construite entre 1833 et 1872.                                                                         |       |
| Place Pierre Fabre  | 43° 36′ 33″ N, 2° 14′ 17″ E | La place Pierre-Fabre, ex place de l'Albinque, tient son nom du pharmacien Pierre Fabre. Elle existe dès le XVIIe siècle. On y trouve la halle aux grains de l'Albinque, ainsi que l'église Saint-Jean-Saint-Louis.                         |       |
| Place Soult         | 43° 36′ 15″ N, 2° 14′ 45″ E | La place Soult, baptisée ainsi en l'honneur du maréchal Jean-de-Dieu Soult, se trouve à l'entrée de Castres. Elle a été entièrement rénovée récemment, de 2018 à 2019.                                                                      |       |
| Domaine de Gourjade | 43° 37′ 11″ N, 2° 15′ 12″ E | |       |
| Jardin de l’Évêché  | 43° 36′ 10″ N, 2° 14′ 30″ E | Le jardin de l’Évêché est le jardin à la française du palais épiscopal de Castres, dessiné à la fin du xviie siècle par André Le Nôtre. |       |
| Jardin Frascaty     | 43° 36′ 15″ N, 2° 14′ 14″ E | Le jardin Frascaty dépendait à l'origine de l'hôtel Frascaty, un hôtel particulier bâti en 1715. Il est ensuite devenu un jardin public sous le nom des "Ormeaux de la Porte Neuve", et il borde les jardins privés de l'hôtel Beaudecourt. |       |
| Jardin du Mail      | 43° 36′ 12″ N, 2° 14′ 55″ E | Le jardin du Mail est élevé par le maire Louis Alquier-Bouffard en 1867 à l'entrée de la ville. C'est un parc à l'anglaise, avec canal et cascade artificiels.                                                                              |       |

## Autres
| Nom                                | Localisation                    | Notes | Images |
| ---------------------------------- | ------------------------------- | --- | ------ |
| Centre hospitalier du pays d'Autan | 43° 33′ 55″ N, 2° 15′ 44″ E     | |        |
| Gare de Castres                    | 43° 35′ 57″ N, 2° 13′ 52″ E     | Mise en service en 1865 par la compagnie des chemins de fer du Midi et du Canal latéral à la Garonne. Très fréquentée à son origine tant pour les marchandises que pour les passagers, la fermeture de la majorité des lignes a causé son déclin. |        |
| Faïencerie de Castres              | 43° 36′ 39″ N, 2° 14′ 09″ E     | Fondée en 1820, d'abord destinée aux produits de basse qualité, elle acquiert plus tard une certaine renommée régionale. Néanmoins, la crise de 1930 cause sa fermeture définitive en 1936. La plupart des bâtiments ont été rasés. |        |
| Palais de Justice de Castres       | 43° 36′ 21,4″ N, 2° 14′ 16,2″ E | |        |
| Palais épiscopal de Castres        | 43° 36′ 13″ N, 2° 14′ 31″ E     | Après la création du diocèse de Castres en 1317 par le pape Jean XXII, l'évêque de Castres loge tout d'abord à la cathédrale Saint-Benoit, avant de s'installer en 1666 dans le palais épiscopal tout juste édifié selon les plans de Jules Hardouin-Mansart. Depuis la disparition du diocèse en 1801, il sert de mairie et accueille aussi le musée Goya. |        |
| Prison de Castres                  | 43° 36′ 23″ N, 2° 14′ 17″ E     | Prison construite en 1812, afin d'accueillir les déserteurs de la Grande Armée. Utilisé durant la Seconde Guerre mondiale comme annexe du camp de Saint-Sulpice et prison secrète, où étaient enfermés résistants et communistes. Aujourd'hui centre de loisirs de Castres                                                                                  |        |
| Stade Pierre Fabre                 | 43° 36′ 39″ N, 2° 15′ 09″ E     | Construit en 1907 à l'emplacement du parc de Bouriatte, premier lieu de rugby à Castres, à la fin du XIXe. Largement rénové, il accueille jusqu'à 12500 spectateurs. Renommé en 2017 en hommage à Pierre Fabre, il s'appelait auparavant stade Pierre-Antoine, en hommage à Jean Pierre-Antoine.                                                            |        |
| Théâtre municipal de Castres       | 43° 36′ 12″ N, 2° 14′ 28″ E     | Inauguré en 1904 d'après les plans de l'architecte Joseph Galinier, il ensuite adapté à la projection de films en 1931. Le plafond peint de la salle est l’œuvre de Jean-Paul Laurens. |        |